# Jigal Allon
Jigal Allon (ur. 10 października 1918 w Kefar Tawor, zm. 29 lutego 1980 w Afuli) – izraelski wojskowy i polityk, generał major (alluf) Sił Obronnych Izraela, poseł do Knesetu, minister, wicepremier. W 1969 tymczasowo premier Izraela.

## Życiorys

### Młodość
Urodził się w osadzie Kefar Tawor w Mandacie Palestyny. W 1935 uczestniczył w bójce z arabskimi pasterzami, za co został zawieszony w szkole. W 1937 ukończył szkołę rolniczą we wsi młodzieżowej Kadoorie, a następnie przyłączył się do kibucu Ginnosar.

### Kariera wojskowa

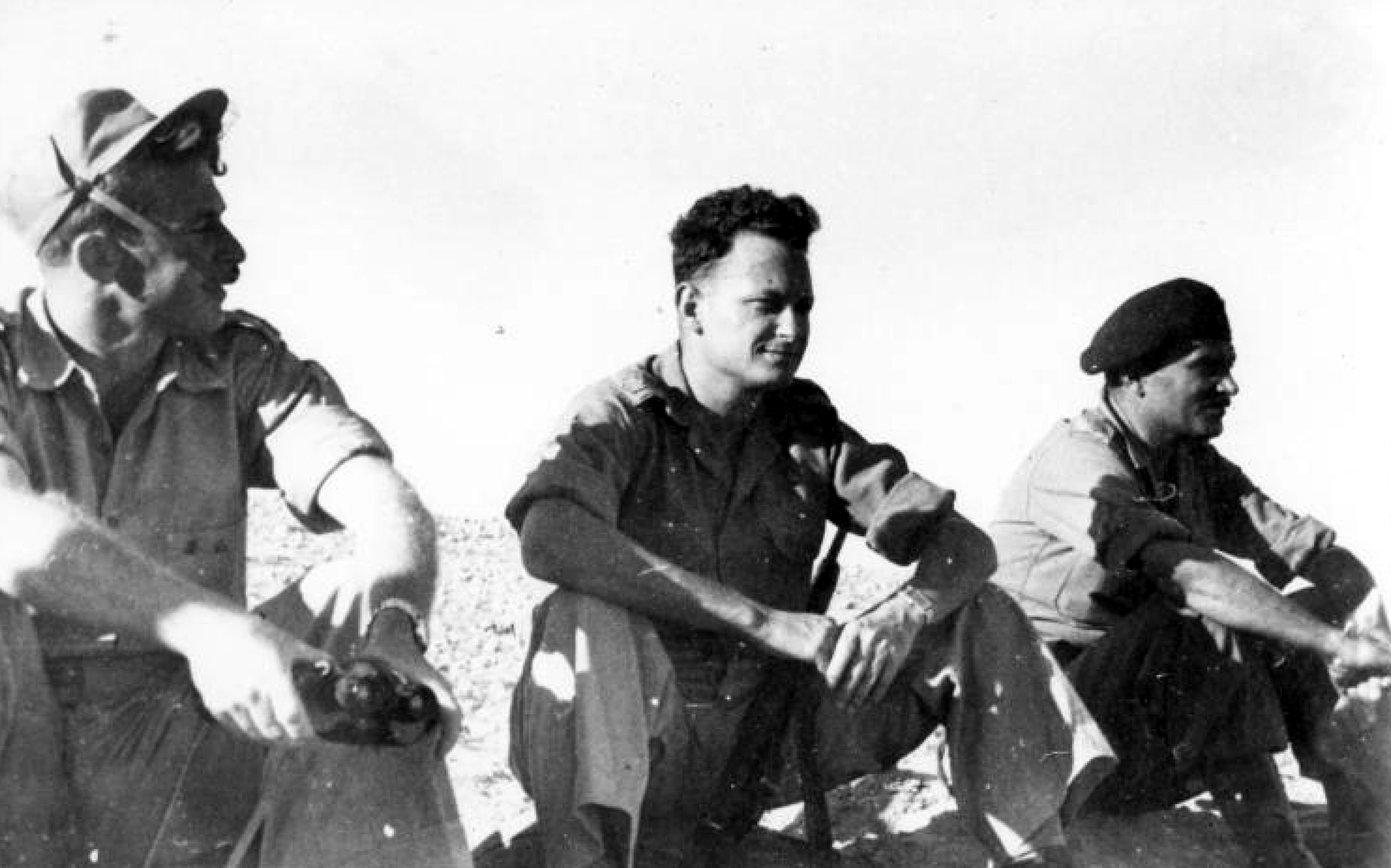
Jigal Allon (pośrodku) w Irak Suwajdan, 1948

W 1937 wstąpił do żydowskiej organizacji paramilitarnej Hagana i pełnił funkcję dowódcy obrony kibucu Ginnosar. Przeszedł szkolenie wojskowe i wziął udział w kilku operacjach Specjalnych Jednostek Nocnych (SNS) dowodzonych przez Orde’a Wingate’a. W 1941 był jednym z założycieli kompanii szturmowych Palmach. W czerwcu 1941 uczestniczył w brytyjskiej operacji Exporter (inwazja na Wielki Liban). W 1943 został zastępcą dowódcy Palmach, a w 1945 objął stanowisko dowódcy.
Podczas wojny domowej w Mandacie Palestyny w dniu 18 grudnia 1947 dowodził operacją zajęcia arabskiej wioski Al-Khisas. Podczas tej operacji wysadzono część domów. Zginęło dziesięcioro Arabów, w tym pięcioro dzieci.
Podczas wojny o niepodległość w dniu 11 czerwca 1948, na rozkaz Dawida Ben Guriona zebrał duże siły wojskowe na plaży Tel Awiwu i otworzył ogień z karabinu maszynowego do statku „Altalena”, który przewoził nielegalną broń dla Irgunu. Statek zapalił się. Allon twierdził później, że wystrzelono tylko pięć lub sześć pocisków jako strzały ostrzegawcze, a statek został trafiony przypadkowo. Następnie Allon dowodził w kilku głównych operacjach wojskowych: operacji Danny (9–18 lipca 1948), operacji Jo’aw (15–22 października 1948) i operacji Horew (22 grudnia 1948 – 7 stycznia 1949).
Po wojnie został szefem Dowództwa Południowego. W dniu 4 czerwca 1949 wydał rozkaz, że strefa o szerokości 8 kilometrów wzdłuż granicy z Egiptem i Transjordanią będzie zamkniętą strefą wojskową, w której „wszyscy obcy zostaną rozstrzelani bez przesłuchania”. 25 października, podczas swojej nieobecności w kraju, został zastąpiony na stanowisku przez Moszego Dajana. W proteście większość jego oficerów zrezygnowało ze służby. Allon odszedł z armii w 1950.

### Kariera polityczna

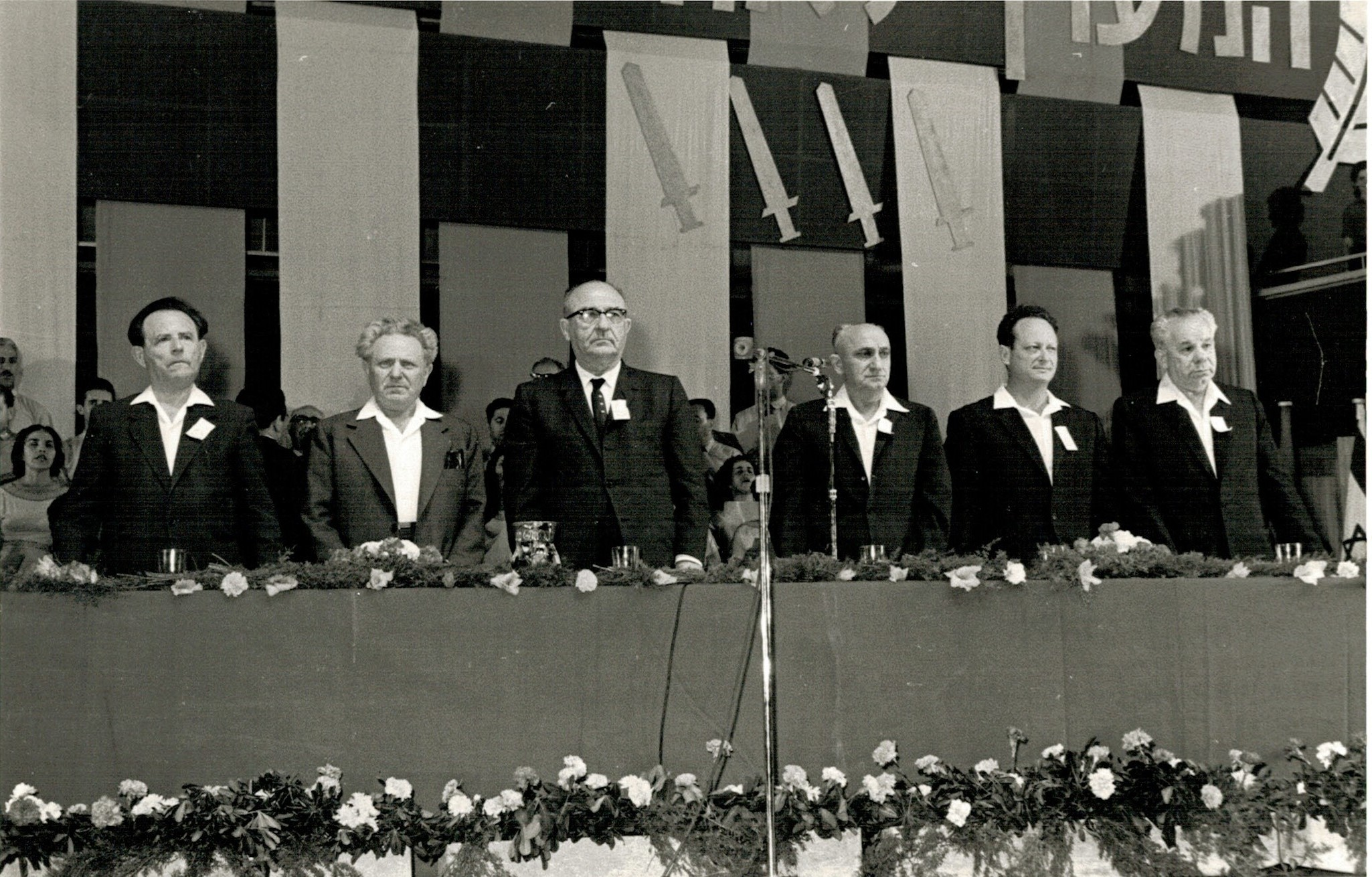
Konwencja założycielska Koalicji Pracy, od lewej: Mosze Karmel, Jigal Allon, Re’uwen Barkat, Lewi Eszkol, Jisra’el Galili i Aharon Becker (1965)

Po zakończeniu kariery wojskowej, Allon rozpoczął karierę polityczną w lewicowej partii syjonistycznej Achdut ha-Awoda. W 1955 po raz pierwszy wziął udział w wyborach parlamentarnych i został wybrany do III Knesetu. Pracę posła kontynuował aż do swojej śmierci. Był członkiem Komisji Spraw Gospodarczych, Komisji Konstytucji, Prawa i Sprawiedliwości, Komisji Edukacji i Kultury i innych.
W latach 1961–1967 był ministrem pracy. Następnie w latach 1967–1969 pełnił obowiązki wicepremiera i ministra absorpcji imigrantów. W 1967 wszedł do grupy sztabowej opracowującej plan wojny sześciodniowej. Po śmierci premiera Lewiego Eszkola w dniu 26 lutego 1969 objął obowiązki tymczasowego premiera. Urząd piastował do 17 marca 1969, kiedy nowym premierem została Golda Meir. W jej rządzie pełnił obowiązki wicepremiera oraz ministra edukacji i kultury, a następnie w latach 1974–1977 był ministrem spraw zagranicznych.
Zmarł nagle w 1980 w mieście Afula.
W filmie Atak na Entebbe w reżyserii Irvina Kershnera w rolę Allona wcielił się Robert Loggia.